# حكيم أوغلو (مسلسل)
حكيم أوغلو (بالتركية: Hekimoğlu)‏ هو مسلسل تلفزيوني درامي طبي تركي بدأ عرضه في 17 ديسمبر عام 2019 على قناة كانال دي، وانتهى في 25 مايو 2021، وهو مسلسل مقتبس من المسلسل الأمريكي هاوس، من بطولة تيموشين إيسين وكان يلدرم وداملا كولباي وإيبرو أوزكان وايتاش شاشماز وكذلك أوكان يالابيك.

## القصة
تدور قصته حول عبقري مجنون غريب الأطوار اسمه أتيش حكيم أوغلو (تيموشين إيسين) طبيب يترأس فريق طبي كبير بإحدى المستشفيات، معظم الحلقات تدور حول تشخيصاته الجريئة حول المرضى وعلاج معظمهم بسبب هذا التشخيص، تبدأ الحلقات بمريض يبدأ ظهور المرض عليه، وترصد المحاولات الجبارة التي يقوم بها الفريق الطبي لعلاجه، لكن الحالة تزداد حرج مع مرور الوقت، ويبدو أنهم فشلوا.

## الشخصيات
| الممثل        | الدور             | عدد الحلقات |
| ------------- | ----------------- | ----------- |
| تيموشين إيسين | اتيش حكيم أوغلو   | 1-51        |
| اوكان يالابيك | أورهان يافوز      | 1-51        |
| إيبرو أوزكان  | إيبيك تيكين       | 1-51        |
| كان يلدرم     | ميهميت علي شاكلار | 1-51        |
| ايتاش شاشماز  | إيمره آجار        | 1-47        |
| داملا جولباي  | زينب جان          | 1-47        |

## موعد العرض
| الموسم | الحلقات | الحلقات | الأصلي         | الأصلي       | الأصلي   |
| الموسم | الحلقات | الحلقات | الأول          | الأخير       | الشبكة   |
| ------ | ------- | ------- | -------------- | ------------ | -------- |
| 1      | 14      | 14      | 17 ديسمبر 2019 | 7 أبريل 2020 | كانال دي |
| 2      | 37      | 37      | 1 سبتمبر 2020  | 25 مايو 2021 | كانال دي |